# 梅伊内皮利格诺
梅伊内皮利格诺，也译作梅内皮尔吉诺（羅馬化：Mèjňypiḷgyn），是俄罗斯楚科奇自治区阿纳德尔区的一个村庄，2010年人口424；

## 历史
梅伊内皮利格诺始建于1957年，创建者为Pavel Nypevi，村庄中的一条街因此以其命名。2003至2005年间，村庄进行了全面翻修，旧建筑都被拆除，在原地建造了新的建筑。